# Resolutie 2315 Veiligheidsraad Verenigde Naties
Resolutie 2315 van de Veiligheidsraad van de Verenigde Naties werd unaniem door de VN-Veiligheidsraad aangenomen op 8 november 2016, en verlengde de Europese stabilisatiemacht in Bosnië en Herzegovina verder met een jaar.

## Standpunten
De hoge vertegenwoordiger voor Bosnië en Herzegovina, Valentin Inzko, had in zijn meest recente rapport gesteld dat de leiders van Bosnië en Herzegovina bleven werken aan de hervormingen in het land, maar dat bepaalde politici poogden het land verder te verdelen en de etnische spanningen deden oplopen. Zo had de Servische Republiek een volksraadpleging gehouden die inging tegen beslissingen van het grondwettelijk hof, en daarmee het vredesakkoord geschonden. In die volksraadpleging hadden de Bosnische Serviërs met grote meerderheid gekozen om 9 januari als nationale feestdag te behouden, terwijl het hof had gesteld dat die datum de islamitische Bosniakken en katholieke Kroaten in Bosnië en Herzegovina discrimineerde en dus moest worden veranderd, alsook de volksraadpleging zelf had verboden. 9 januari is een feestdag uit het orthodox christendom.
Rusland vond het rapport van de hoge vertegenwoordiger partijdig, en stelde dat de volksraadpleging in kwestie helemaal geen bedreiging vormde voor de soeveiniteit en integriteit van het land. Het rapport van de Servische Republiek bood een meer objectieve kijk op de zaak. Rusland wilde alle internationale missies in Bosnië en Herzegovina, waaronder ook het kantoor van de hoge vertegenwoordiger zelf, weg hebben uit het land.
De meeste andere landen die hun standpunt uitspraken vonden de "onwettige" volkraadpleging onaanvaardbaar en een bedreiging voor de stabiliteit van Bosnië en Herzegovina.

## Achtergrond
In 1980 overleed de Joegoslavische leider Tito, die decennialang de bindende kracht was geweest tussen de zes deelstaten van het land. Na zijn dood kende het nationalisme een sterke opmars, en in 1991 verklaarden verschillende deelstaten zich onafhankelijk. Zo ook Bosnië en Herzegovina, waar in 1992 een burgeroorlog ontstond tussen de Bosniakken, Kroaten en Serviërs. Deze oorlog, waarbij etnische zuiveringen plaatsvonden, ging door tot in 1995 vrede werd gesloten. Hierop werd de NAVO-operatie IFOR gestuurd die de uitvoering ervan moest afdwingen. Die werd in 1996 vervangen door SFOR, die op zijn beurt in 2004 werd vervangen door de Europese operatie EUFOR Althea.

## Inhoud
Men zag vooruitgang in de hervormingen in Bosnië en Herzegovina, en riep het land wederom op werk te maken van de 5+2-agenda. In februari 2016 had het land zijn kandidatuur gesteld voor lidmaatschap van de Europese Unie.
De EU wilde zijn militaire operatie in Bosnië en Herzegovina, EUFOR Althea, verderzetten, en kreeg daar nu opnieuw voor een jaar de toestemming voor. Deze operatie had in 2004 SFOR opgevolgd, en ziet toe op de militaire aspecten van het vredesakkoord dat een einde had gemaakt aan de Bosnische Burgeroorlog. Daartoe werd samengewerkt met de NAVO, die ook aanwezig was in het land.
Lijst ·  2260 ·  2261 ·  2262 ·  2263 ·  2264 ·  2265 ·  2266 ·  2267 ·  2268 ·  2269 ·  2270 ·  2271 ·  2272 ·  2273 ·  2274 ·  2275 ·  2276 ·  2277 ·  2278 ·  2279 ·  2280 ·  2281 ·  2282 ·  2283 ·  2284 ·  2285 ·  2286 ·  2287 ·  2288 ·  2289 ·  2290 ·  2291 ·  2292 ·  2293 ·  2294 ·  2295 ·  2296 ·  2297 ·  2298 ·  2299 ·  2300 ·  2301 ·  2302 ·  2303 ·  2304 ·  2305 ·  2306 ·  2307 ·  2308 ·  2309 ·  2310 ·  2311 ·  2312 ·  2313 ·  2314 ·  2315 ·  2316 ·  2317 ·  2318 ·  2319 ·  2320 ·  2321 ·  2322 ·  2323 ·  2324 ·  2325 ·  2326 ·  2327 ·  2328 ·  2329 ·  2330 ·  2331 ·  2332 ·  2333 ·  2334 ·  2335 ·  2336